# Сайдакова Наталія Олександрівна
Ната́лія Олекса́ндрівна Сайда́кова — українська лікарка, доктор медичних наук, професор.

## З життєпису
Місце роботи — Інститут урології; завідувач відділу епідеміології та організаційно-методичної роботи.
Серед патентів: «Спосіб прогнозування несприятливого перебігу гострого необструктивного пієлонефриту у жінок репродуктивного віку», 2016,
співавтори Гродзінський Володимир Ігорєвич, Пасєчніков Сергій Петрович.
Серед робіт: «Нові імуногістохімічні маркери раку передміхурової залози в прогнозуванні виникнення біохімічного рецидиву після радикальної простатектомії», 2014, співавтори С. В. Базалицька, М. В. Вікарчук, В. М. Григоренко, Р. О. Данилець, С. М. Межерицький, А. М. Романенко.